# デンジソウ
デンジソウ（田字草、Marsilea quadrifolia L.）は、クローバーに似た形の水草で、特異な形態のシダ植物である。

## 分類
デンジソウ属の植物はシダ植物としては特異な形であり、全体によく似ているが、単葉をもつPilularia（アメリカ・ヨーロッパ・オーストラリア等）、二枚の小葉をもつRegnellidium（南アメリカ）と共にデンジソウ科を構成する。また、同じく水生シダ類であるアカウキクサ、サンショウモ類とは胞子に二形をもつ点などでは共通するが、形態的にはあまりにも異なるため、類縁は遠いものと考えられ、独立してデンジソウ目とするのが通例である。
ただし、近年の分子遺伝学的解析からはこれらが実はごく近縁であるとの結果も出ており、今後の検討が期待される。いずれにせよ、その他の一般的なシダ類との類縁関係については定説がない。

## 特徴
夏緑性の多年草で、その形態が特殊なことで知られる。また、シダ類では数少ない水草である。
その外形はおおよそシダ類とは思えないもので、葉の形は四つ葉のクローバーに似る。茎は長く横に這い、浅い水域を埋め尽くすような大きな群落を作ることが多い。水中や湿地の泥の表面に広がり、水中にも伸び出す。間隔を置いて葉を伸ばす。
葉には長い葉柄があり、先端に四枚の小葉をつける。これは、羽状複葉の側小葉が二対だけ集まって着くようになったもののようである。小葉はすべて同じ形で、ほぼ扇型の一つの角で柄につながり、先端はやや丸くなる。このような小葉を葉柄の先端に集中させてつけ、水面ではこれを水平に広げるので、四枚の小葉はほぼ隙間なく並んで全体では円形になる。水中では葉は水面に浮かぶか、水面から抜き出て空中に広がる葉では、小葉はやや立つ。水面に浮かぶ葉はつやがあるが、空中に出た葉はあまりつやがない。新しい葉は、最初はゼンマイのように巻いていて、これだけはシダらしいと言える。なお、葉脈を見れば二又分枝が中心で、クローバーなどとは大いに異なり、確かにシダの葉的である。
胞子のうは、葉の基部近くから出る短い柄の先につく。楕円形で膜に包まれた胞子のう群（胞子のう果）のなかには多数の胞子のうが入っており、胞子のう群の壁が破れて放出される。胞子には大胞子と小胞子の区別があり、それぞれ別個の胞子のうに形成される。大胞子からは雌性配偶体、小胞子からは雄性配偶体が発芽し、卵は前者、精子は後者のみに生じる。

## 生育
かつては水田雑草としても知られ、ごく普通種であったが、例によって現在では激減し、場合によっては絶滅危惧扱いである。名前の由来は「田字草」で、四枚の葉が放射状に広がる形を漢字の田の字に見立てたものである。
本州（主に青森県津軽半島）から九州、それに奄美に知られ、北海道からはごくまれに発見される。国外ではヨーロッパからインド北部、東アジアにわたって分布する。

## 利害
かつては水田雑草として駆除の対象であったが、現在は見るのも難しい。
駆除の対象だった頃は、手作業ではなかなか駆除できない厄介な強害草であった。
現在では水草として栽培されることが多い。希少種としてビオトープ施設等では喜ばれる。観賞用水草としては、ウォータークローバーという呼称がある。

## 近縁種
この属には熱帯を中心に約65種が知られ、日本ではもう一種、以下の種が知られる。
- ナンゴクデンジソウ M. crenata Presl

絶滅危惧IB類 (EN)（環境省レッドリスト）
デンジソウと非常によく似ているが、以下の点で異なる。
- 常緑性であること(デンジソウは冬に枯れるが本種は枯れない)。
- デンジソウの胞子のうが葉柄の基部から少しはなれたところから出るのに対して、葉柄の基部から出ること。
- やや小型なこと。及び葉の縁に波状の鋸歯が出るのが多いこと。

九州南端から琉球列島に分布し、やはり水田に生育する。国外ではアジアの熱帯域に広く分布する。なお福岡県にはデンジソウとナンゴクデンジソウが共存している。インドネシアやタイでは葉を食用とする。
2007年に環境省のレッドデータブックが改訂された際に、ランクが絶滅危惧IA類(CR)から絶滅危惧IB類(EN)に下がった。